# Wrodzony instynkt
Wrodzony instynkt – trzeci album studyjny polskiego rapera Fu. Wydawnictwo ukazało się 26 marca 2004 roku nakładem wytwórni muzycznej Pomaton EMI. Płytę poprzedził wydany 9 lutego tego samego roku singel pt. Nie mów mi. Produkcji nagrań podjęli się sam Fu oraz Święty, Sqra, Laskah, Korzeń, Wrb, Pele, Dejot, Piooro, Majki i Zdolny Dzieciak. Z kolei wśród gości na płycie znaleźli się m.in. Deus, Mes, Olsen, O.S.T.R. i Lukasyno
Nagrania dotarły do 20. miejsca listy OLiS.

## Lista utworów
Opracowano na podstawie materiału źródłowego.
1. "Intro" (produkcja: Święty, miksowanie, mastering: Majki) - 1:08
2. "Obiecuję zadzwonię" (produkcja: Sqra, śpiew: MartaEF, miksowanie, mastering: Majki) - 4:19
3. "Piekielna planeta" (śpiew: MartaEF, produkcja: Laskah, Sqra, gościnnie: Lukasyno, scratche: DJ Dobry Chłopak, miksowanie, mastering: Majki) - 5:34
4. "Ja i ty" (produkcja: Fu, Korzeń, Wrb, śpiew: MartaEF, miksowanie, mastering: Majki) - 4:46
5. "Twój problem" (produkcja: Pele, miksowanie, mastering: Majki) - 4:08
6. "Nie mów mi" (produkcja: Fu, Korzeń, Święty, scratche: DJ Dobry Chłopak, śpiew: MartaEF, miksowanie, mastering: Majki) - 3:40
7. "Moja nienawiść" (produkcja: Święty, miksowanie, mastering: Majki) - 4:55
8. "Dobre intencje" (produkcja: Sqra, śpiew: MartaEF, miksowanie, mastering: Majki) - 4:26
9. "Droga do nikąd" (produkcja: Święty, miksowanie, mastering: Majki) - 2:29
10. "Skazani na życie" (produkcja: Święty, gościnnie: Felipe, miksowanie, mastering: Majki) - 4:56
11. "Ekspresja" (śpiew: MartaEF, produkcja: Dejot, gościnnie: Mes, Olsen, miksowanie, mastering: Majki) - 4:36
12. "Pozory mylą" (produkcja: Piooro, gościnnie: Olsen, miksowanie, mastering: Majki) - 5:20
13. "Mikrofon" (produkcja, miksowanie, mastering: Majki, gościnnie: Deus) - 6:17
14. "Przepraszam" (produkcja: Piooro, śpiew: MartaEF, miksowanie, mastering: Majki) - 4:42
15. "Żyję jak chcę" (produkcja: Laskah, Święty, gościnnie: Názov Stavby, miksowanie, mastering: Majki) - 6:49
16. "Raptowne realia" (śpiew: MartaEF, produkcja: Zdolny Dzieciak, gościnnie: Kwas, Mercedresu, O.S.T.R., Pablo, miksowanie, mastering: Majki) - 4:40

Singel
| Nie mów mi |
| --- |
| 1. "Nie mów mi" (produkcja: Fu, Korzeń, Święty, scratche: DJ Dobry Chłopak, śpiew: MartaEF, miksowanie, mastering: Majki) - 3:40 2. "Nie mów mi (Remix)" (produkcja: Fu, Wrb, miksowanie, mastering: Majki) - 3:09 3. "Raptowne realia" (śpiew: MartaEF, produkcja: Zdolny Dzieciak, gościnnie: Kwas, Mercedresu, O.S.T.R., Pablo, miksowanie, mastering: Majki) - 4:40 |